# ویکتوریا اوستین
ویکتوریا اوستین (زاده ۲۸ مارس ۱۹۶۱) نویسنده آمریکایی و کشیش کلیسای لیک وود در هیوستون، تگزاس است. او همسر جول اوستین است.